# ایم یونگ-سو
ایم یونگ-سو (کره‌ای: 임용수؛ زادهٔ ۹ فوریهٔ ۱۹۸۰) وزنه‌بردار اهل کره شمالی بود.
وی در مسابقات کشوری و بین‌المللی در مجموع برندهٔ ۱ مدال طلا، ۲ مدال نقره، ۱ مدال برنز شده‌است.